# Cadillac Ranch

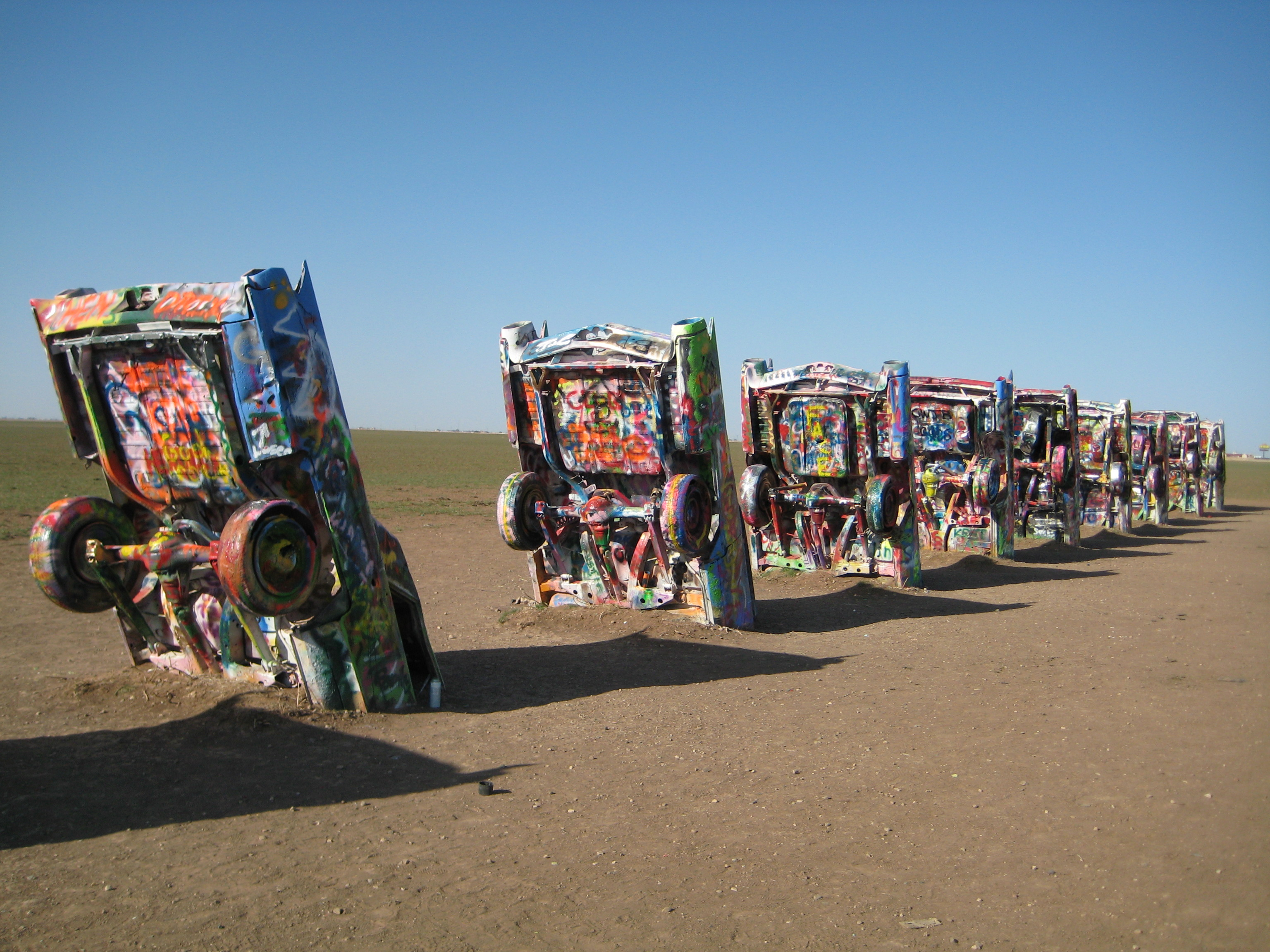
Imagem dos automóveis Cadillac

O Cadillac Ranch (Fazenda do Cadillac) é uma escultura localizada próxima da famosa Rota 66, em Amarillo, no Texas, Estados Unidos. Foi criada em 1974, por Chip Lord, Hudson Marquez e Doug Michels, que foram membros do grupo de arte Ant Farm. 

## História

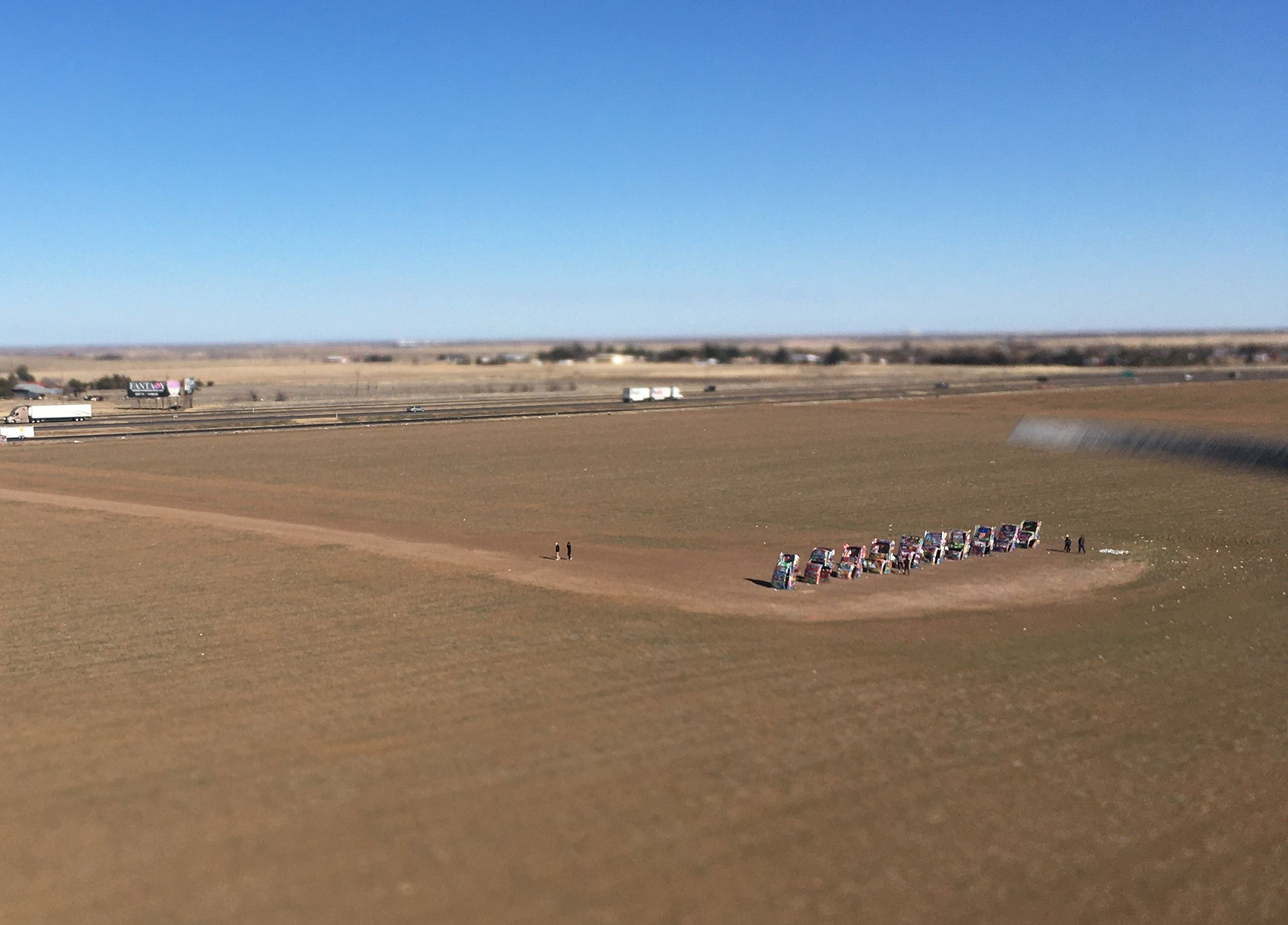
Vista aérea da Cadillac Ranch

Chip Lord e Doug Michels eram arquitetos; Marquez era um estudante de arte na Universidade Tulane em Nova Orleães, Luisiana. De acordo com Chip Lord, "Ant Farm foi fundada como uma prática arquitetônica alternativa, uma espécie de experiência numa tentativa de subverter as formas corporativas normais de fazer arquitetura".
De acordo com Marquez, "Chip e eu estávamos a viver nas montanhas a norte de San Francisco, e havia um livro destinado a crianças deixado num bar perto de onde vivíamos. Chamava-se 'The Look of Cars' e havia algo sobre a ascensão e queda da barbatana caudal. Eu não tinha muito que fazer, por isso desenhei-o. Sempre adorei os Cadillacs".
O grupo afirma ter recebido uma lista de milionários excêntricos em 1972, em San Francisco, identificando Stanley Marsh 3 de Amarillo entre aqueles que poderiam financiar um dos seus projetos e apresentou-lha. A resposta de Marsh começou por dizer: "Vou demorar algum tempo a habituar-me à ideia do Cadillac Ranch. Responder-lhe-ei até ao Dia da Mentira. É uma proposta tão irrelevante e tola que quero dedicar-lhe todo o meu tempo e atenção para poder fazer um julgamento casual da mesma".

## Modelos dos carros
A escultura é constituída de dez modelos de automóveis da marca Cadillac.

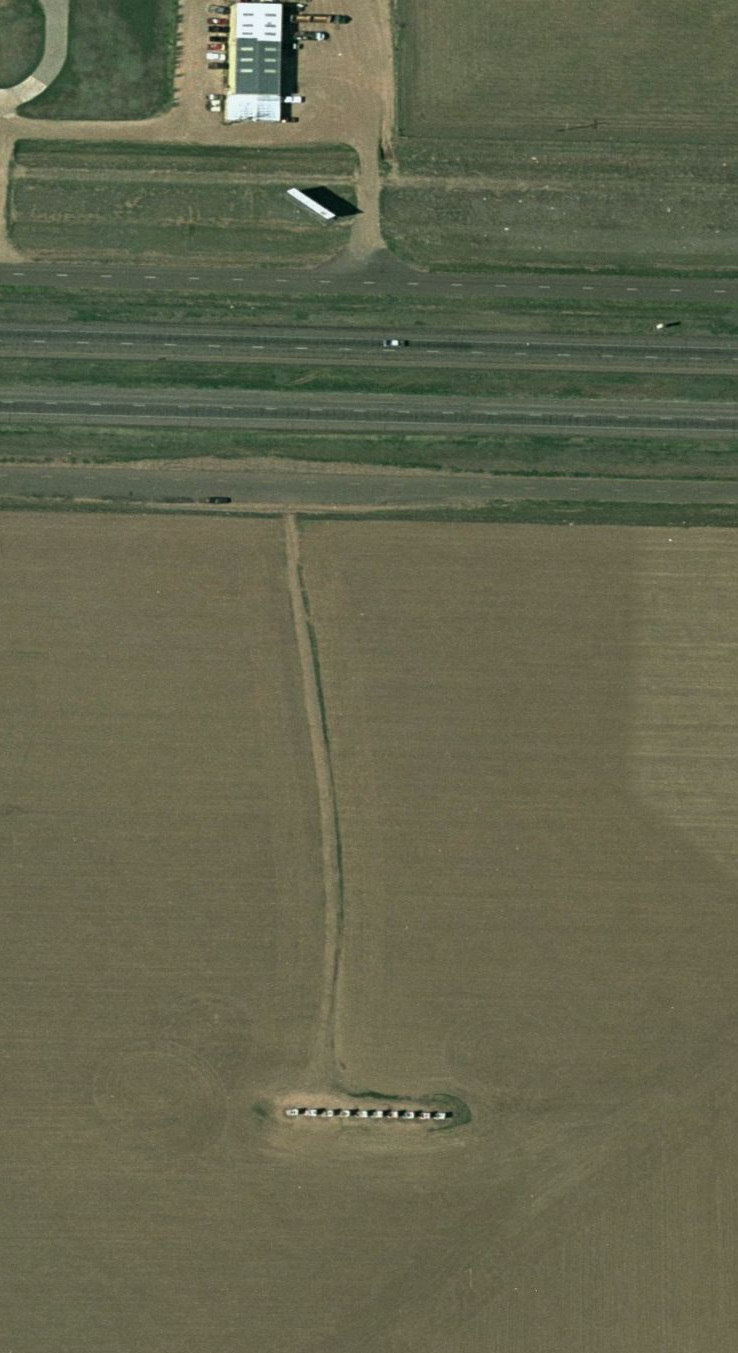
Vista de satélite do Cadillac Ranch

Os modelos representam a evolução do automóvel desde 1949 até 1963. São os seguintes:
- 1949 Cadillac Club Coupe
- 1950 Cadillac Series 62 Sedan
- 1954 Cadillac Coupe de Ville
- 1956 Cadillac Series 62 Sedan
- 1957 Cadillac Sedan
- 1958 Cadillac Sedan
- 1959 Cadillac Coupe
- 1960 Cadillac Sedan (Flat top)
- 1962 Cadillac 4 Window Sedan
- 1963 Cadillac Sedan

## Mudança de localização

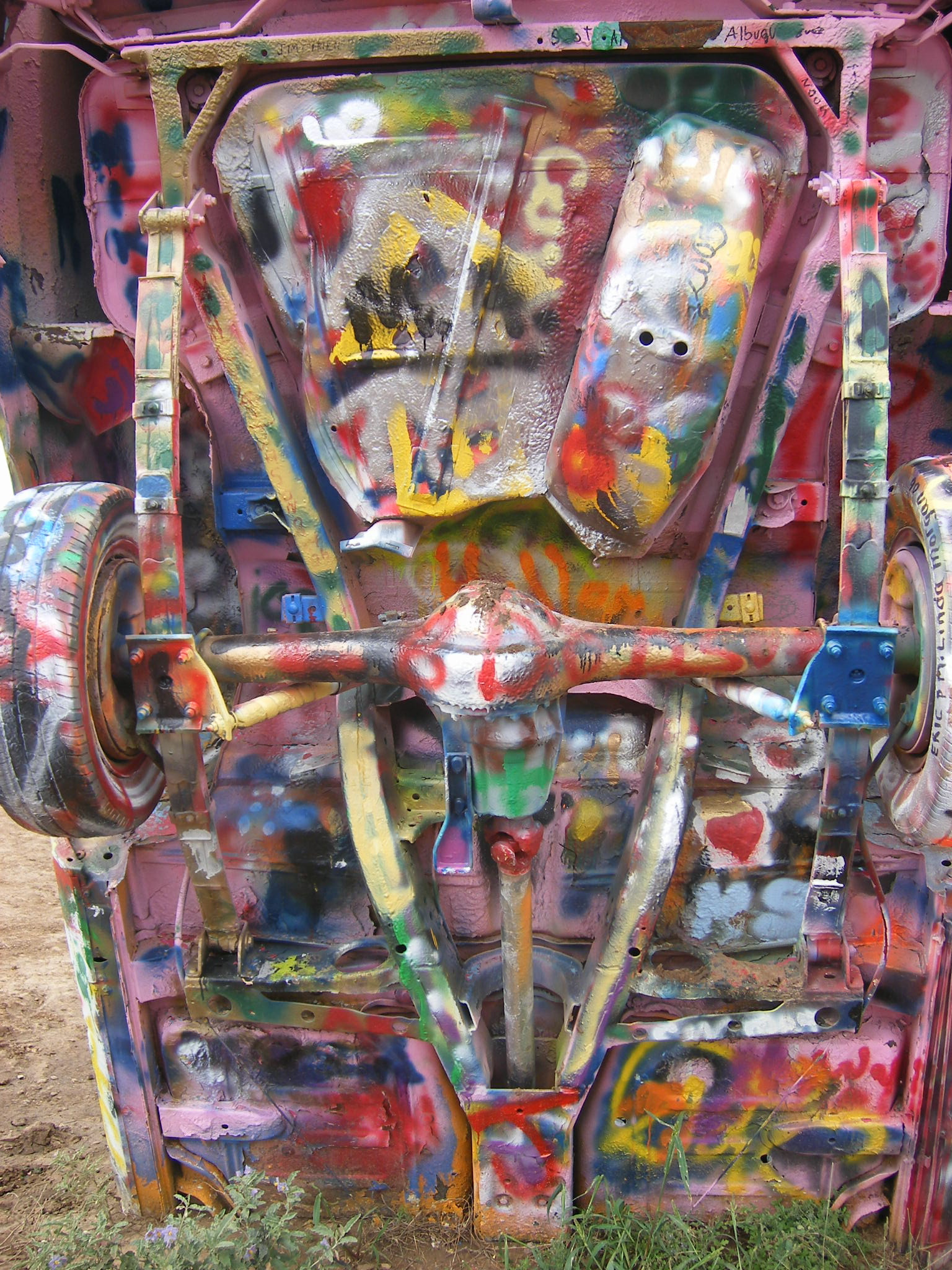
Foto da parte de baixo de um Cadillac

O Cadillac Ranch estava originalmente localizado num campo de trigo, mas em 1997, a instalação foi discretamente transferida por um empreiteiro local para um local a três quilômetros a oeste, para um pasto de vacas ao longo da Interstate 40, a fim de o colocar mais longe dos limites da cidade em crescimento. Ambos os locais pertenciam ao milionário local Stanley Marsh 3, o patrono do projeto. Marsh era bem conhecido na cidade pelo seu patrocínio de longa data de empreendimentos artísticos, incluindo o Cadillac Ranch; Floating Mesa; Amarillo Ramp, uma obra do artista Robert Smithson; e uma série de sinais de trânsito falsos em toda a cidade, conhecidos coletivamente como o Museu da Dinamite. Em 2013, Stanley Marsh 3 não era proprietário do Cadillac Ranch; a propriedade parece ter sido transferida para um fundo familiar algum tempo antes da sua morte em junho de 2014.
O Cadillac Ranch é visível da autoestrada e, embora situado em terreno privado, a sua visita (conduzindo ao longo de uma estrada secundária e entrando no pasto através de um portão destrancado) é tacitamente encorajada. Para além disso, é agora encorajado escrever graffiti ou pintar os veículos com spray, e os veículos, que há muito perderam as suas cores originais, estão muito decorados. Os artistas da Ant Farm encorajaram este tipo de interação do público com os veículos.
Os carros são periodicamente repintados de várias cores (uma vez de branco para a filmagem de um anúncio de televisão, outra vez de cor-de-rosa em honra do aniversário da mulher de Stanley, Wendy, e mais uma vez todos os 10 carros foram pintados de preto para assinalar o falecimento do artista da Ant Farm, Doug Michels, ou simplesmente para proporcionar uma tela fresca aos futuros visitantes). Em 2012, foram pintados com as cores do arco-íris para comemorar o dia do orgulho gay. Os carros foram brevemente "restaurados" nas suas cores originais pela cadeia de motéis Hampton Inn, numa série de projetos de restauro de marcos da Rota 66 patrocinados por relações públicas. As novas pinturas e até a placa comemorativa do projeto duraram menos de 24 horas sem novos graffiti. Os carros foram pintados de preto sólido com as palavras "Black Lives Matter" em junho de 2020 por ativistas que protestavam contra a brutalidade policial e o assassinato de George Floyd.

## Incêndio de 2019
Em 8 de setembro de 2019, o mais antigo dos Cadillacs terá sido danificado por um incêndio criminoso.

## Na cultura popular
"Cadillac Ranch" é o nome de uma canção de Bruce Springsteen no seu álbum de 1980, The River, mais tarde coberta pelos Nitty Gritty Dirt Band e Status Quo.
O videoclip da canção de 1985 "Living in America", de James Brown, e o videoclip da canção de 2008 "Ain't No Rest for the Wicked", de Cage the Elephant, apresentam imagens do Cadillac Ranch. O Cadillac Ranch é também apresentado na capa do primeiro EP do cantor e compositor Russell Christian, "Chassis".
No livro de 1990 12 Days on the Road: The Sex Pistols and America, os Sex Pistols passam pelo Cadillac Ranch a caminho do Novo México durante a sua única digressão americana. Johnny Rotten ironizou e afirmou sarcasticamente que se tratava de "uma obra comovente".
O filme Cadillac Ranch, de 1996, realizado por Lisa Gottlieb e protagonizado por Christopher Lloyd e Suzy Amis, passa-se no Texas Panhandle, à volta do seu rancho homônimo.
O filme de animação Carros, da Pixar, de 2006, retrata um Cadillac Range como uma formação montanhosa; os créditos do filme reconhecem diretamente o coletivo Ant Farm e o Cadillac Ranch. Num caso de arte-imitando-arte-imitando-arte, essa imagem do filme Carros foi construída como uma peça central da Cars Land na Disney California Adventure.
Na cena final do episódio de King of the Hill, "Hank Gets Dusted", Hank Hill tem o Cadillac do seu pai, que ele adorava enquanto crescia, empurrado primeiro para um buraco juntamente com outros Cadillacs para fazer referência ao Cadillac Ranch.
O Cadillac Ranch serve de cenário para o vídeo da canção de 2009 "Honky Tonk Stomp" do duo country Brooks & Dunn, que foi o último vídeo do duo.
A banda Atomic Tom filmou um vídeo no Cadillac Ranch em novembro de 2011.
Em 1992, o artista de música country Chris LeDoux lançou uma canção intitulada "Cadillac Ranch", escrita por Chuck Jones e Chris Waters, no seu álbum Whatcha Gonna Do with a Cowboy. Era um dueto com Garth Brooks. A canção alcançou o 18º lugar na tabela Billboard Hot Country Singles & Tracks e o 16º lugar na tabela canadiana RPM Country Tracks.
O artista de capas de livros David Pelham discute "Jungian Zeitgeist" e outros Cadillacs de 1974 enterrados (a sua pintura de capa para o romance de JG Ballard, The Drought (edição Penguin, 1974) e a capa do álbum On the Beach de Neil Young) numa entrevista de 2012.
Uma cena filmada no rancho apareceu no filme Bomb City, de 2017.
Em maio de 2019, o fotógrafo/artista George Edward Freeney Jr. fotografou o "Cadillac Ranch", inspirado pela reflexão sobre as suas experiências de infância, que consistiram em alargar a abordagem artística, pintando-as com spray várias vezes, enquanto fugia das autoridades locais e da sua mãe, na década de 1980, tendo criado "West Texas Street Painter" e "West Texas Street Painted", imagens de edição limitada.
Em agosto de 2020, a cantora Rihanna tirou uma selfie "artística" no Cadillac Ranch, ao lado de uma mensagem num carro que mostrava desaprovação por Donald Trump.

## Interação com o público
Inicialmente, os automóveis tinham a sua cor original. Com o passar do tempo, os visitantes começam a grafitar os carros, que foram perdendo suas cores originais. Assim, a presença de graffitti acabaria por se tornar permanente.

## Cadillac Ranch na cultura popular
- Deu nome a um filme de Lisa Gottlieb em 1996.
- Foi citado no filme Cars, produção da Walt Disney Pictures e Pixar.
- Também foi mencionado em canção de Bruce Springsteen, do álbum The River (1980).